# Jonny Kim
Jonathan Yong Kim (* 5. Februar 1984 in Los Angeles, Vereinigte Staaten) ist ein US-amerikanischer Arzt, Navy SEAL und Astronaut.

## Leben
Kim wurde in Los Angeles als Sohn südkoreanischer Einwanderer geboren. In seiner Jugend entwickelte er ein starkes Interesse an Wissenschaft und Militär. Er trat der United States Navy bei und absolvierte eine Ausbildung zum Navy SEAL. Er war im Irakkrieg u. a. als Sanitäter im Einsatz. Er erhielt für seine Leistungen mehrere militärische Auszeichnungen, wie z. B. den Silver Star, die Bronze Star Medal oder den Combat Action Ribbon.
Während seiner Zeit als Navy SEAL entschied er sich, das Studium der Medizin zu beginnen. Kim studierte an der Harvard University, wo er 2019 seinen Doktortitel erwarb. Nach dem Abschluss entschloss er sich, inspiriert von Scott E. Parazynski, sich bei der NASA als Astronaut zu bewerben.
Im Jahr 2017 konnte Kim sich gegen 18.300 Mitbewerber durchsetzen und wurde als einer von 12 neuen Astronauten der NASA Astronaut Group 22 ausgewählt. Anfang 2020 schloss er seine Basisausbildung als Astronaut ab. Er startete am 8. April 2025 zu seinem ersten Raumflug mit der Mission Sojus MS-27, die ihn auf die Internationale Raumstation führte. Etwa acht Monate lang wird er Mitglied der ISS-Expeditionen 72 und 73 sein.
Er ist verheiratet und lebt mit seiner Familie in den Vereinigten Staaten.